# متلب اوتار
متلب اوتار (به لاتین: Matlab Uttar) یک منطقهٔ مسکونی در بنگلادش است که در ناحیه چاندپور واقع شده‌است. متلب اوتار ۲۷۷٫۵۳ کیلومتر مربع مساحت و ۲۹۹٬۹۳۵ نفر جمعیت دارد.